# 合夜蛾属
合夜蛾属（学名：Sympis）为裳蛾科的一个属。

## 下属物种
本属包括以下物种：
- Sympis parkeri Lucas, 1894
- 龍眼合夜蛾 Sympis rufibasis Guenée, 1852